# David Granberg
David Granberg, född 14 maj 2005 i Piteå, är en svensk professionell ishockeyspelare (center) som tillhör SHL-klubben Luleå HF.
Han är systerson till den före detta ishockeyspelaren Mikael Renberg.